# Sárgászöld hegyitangara
A sárgászöld hegyitangara (Bangsia flavovirens)  a madarak osztályának verébalakúak (Passeriformes) rendjébe és a tangarafélék (Thraupidae) családjába tartozó faj.
Magyar neve forrással nincs megerősítve.

## Rendszerezése
A fajt George Newbold Lawrence amerikai üzletember és ornitológus írta le 1867-ben, a Buarremon  nembe Buarremon flavovirens néven. Egyes szervezetek a Chlorospingus nembe sorolják Chlorospingus flavovirens néven.

## Előfordulása
Az Andok csendes-óceáni lejtőin, Ecuador és Kolumbia területén honos. Természetes élőhelyei a szubtrópusi és trópusi síkvidéki és hegyi esőerdők. Állandó, nem vonuló faj.

## Megjelenése
Testhossza 14 centiméter.

## Életmódja
Elsősorban gyümölcsökkel táplálkozik, de virágokat és rovarokat is fogyaszt.

## Természetvédelmi helyzete
Az elterjedési területe nagyon kicsi és csökken, egyedszáma 2500-9999 példány közötti és szintén csökken.  A Természetvédelmi Világszövetség Vörös listáján sebezhető fajként szerepel.